# Ivica Jaraković
Ivica Jaraković (Servisch: Ивица Јараковиц) (Užice, 11 juni 1978) is een Servisch voormalig voetballer.

## Carrière
Ivica Jaraković speelde in zijn geboorteland voor FK Sloboda Užice toen hij in 1998 ontdekt werd door RSC Anderlecht. De middenvelder met de uitstekende traptechniek maakte de overstap naar België, maar kwam er aanvankelijk niet aan spelen toe. Jaraković werd ondergebracht bij de beloften en vanaf 2001 uitgeleend aan stadsgenoot RWDM. De inmiddels 22-jarige Jaraković maakte op 18 augustus 2001 tegen Sporting Charleroi zijn officieel debuut in de Belgische competitie. In totaal speelde hij meer dan 20 wedstrijden voor RWDM, dat tiende werd, maar wegens financiële problemen in 2003 werd opgedoekt. Na het verdwijnen van RWDM leende Anderlecht hem voor een seizoen uit aan derdeklasser KV Kortrijk. Daar werd hij in geen tijd een sterkhouder. Met 21 doelpunten in 27 wedstrijden had hij een belangrijk aandeel in het behalen van de vijfde plaats. 
Na het seizoen 2002/03 versierde Jaraković een transfer naar AA Gent. Bij de Buffalo's was hij geen titularis en moest hij zich tevreden stellen met een rol als invaller. De Serviër zette in de loop van het seizoen 2004/05 dan ook een stap terug. Tijdens de winterstop ruilde hij Gent in voor tweedeklasser Zulte Waregem. Maar ook bij de club van trainer Francky Dury werd hij geen vaste waarde. Jaraković werd met Zulte Waregem wel meteen kampioen.
Na de promotie naar eerste klasse leende ook Zulte Waregem hem voor een jaar uit aan KV Kortrijk, dat inmiddels in tweede klasse speelde. Jaraković kreeg er opnieuw meer speelkansen en werd net als in 2003 vijfde met de West-Vlamingen. Na het seizoen nam Kortrijk hem definitief over van Zulte Waregem en bereikten hij en zijn ploegmaats de eindronde.
In augustus 2007 trok Jaraković voor een jaar naar Duitsland. Hij sloot zich aan bij 1. FC Magdeburg, een club uit de Regionalliga. Hij speelde er een seizoen alvorens terug te keren naar België. In 2008 tekende hij bij tweedeklasser Oud-Heverlee Leuven, waar hij een ploegmaat werd van onder meer Denis Odoi, Bjorn Ruytinx en Nils Schouterden. Na een matig seizoen werd de Leuvense club slechts twaalfde. Zes maanden later verhuurde OHL hem aan derdeklasser KVW Zaventem. Daar scoorde hij dertien doelpunten in even veel wedstrijden. Na het seizoen 2009/10 zette de 32-jarige Jaraković een punt achter zijn spelerscarrière en keerde hij terug naar Servië.